# Мигматит
Мигматит (грч. мигма=смеша, енгл. Migmatite, рус. Мигматит) је сложена стенска маса састављена од два дела - метаморфног и магматског. Ова стена мешовитог састава која се састоји из релативно меланократног метаморфног материјала (супстрата) који одговара лискунским или амфиболским шкриљцима и гнајсевима (ређе другим стенама) високог степена метаморфизма, и леукократног - светлог кварцно-фелдспатског материјала пегматитског, аплитског и гранитског састава, такође је позната под називом диатексит.
Мигматити настају под екстремно високим температурама током проградног метаморфизма, када долази до парцијалног топљења у исходишној стени. Не кристализују из потпуно растопљеног материјала, али нису у потпуности резултат реакција у чврстоме стању. Грађени су од леукосома - новог материјала кристализованог из почетне отопине, те мезосома - старог материјала који се одупро топљењу. Мигматити се обично појављују у крајње деформисаним стенама, које представљају основ еродованих планинских ланаца, врло често унутар прекамбријумских кратонских блокова.